# Société athlétique condomoise
Maillots
La Société athlétique condomoise est un club français de rugby à XV situé à Condom, dans le Gers.
Le club a joué une dizaine d’années dans l’élite du rugby français à la fin des années 1960 et au début des années 1970.
Le SA Condom rugby a été champion de France de 2e division en 1978 et vice-champion en 1964.
Le club évolue en Régionale 1.

## Historique

### Les débuts du club
Le club est créé en 1910.

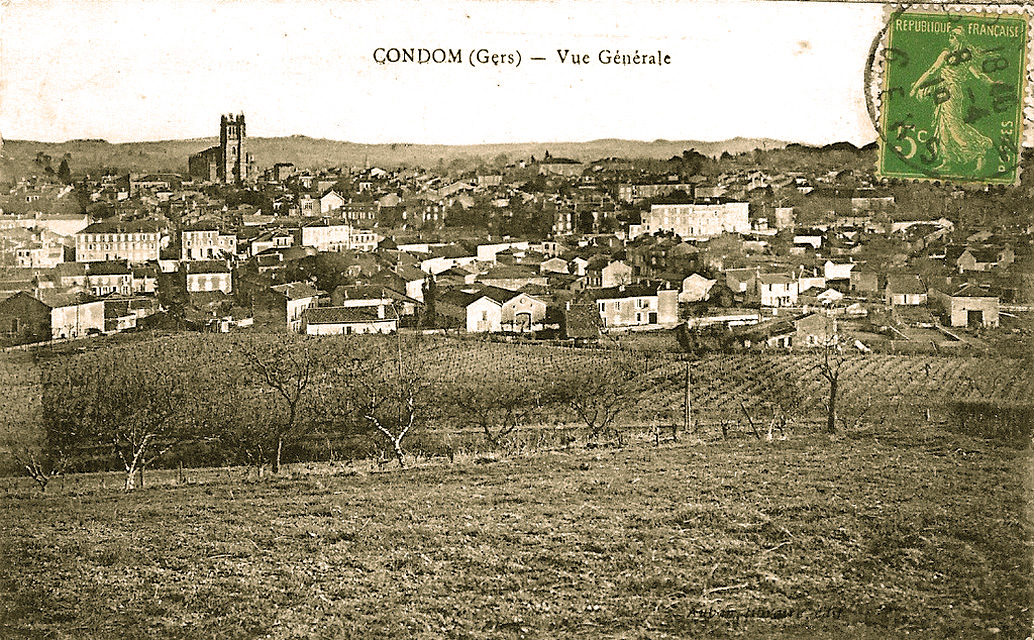
Condom en 1918.

Avant la Seconde Guerre mondiale, il évolue essentiellement au niveau régional.
En 1930, Condom perd la finale du championnat d'Armagnac-Bigorre de 5e série contre Lannemezan 6-3.
Il évolue ensuite en championnat de France de 3e division (Promotion) après la Seconde Guerre mondiale malgré la présence de Raymond Contrastin, un ailier célèbre pour sa foulée très haute le rendant très difficile à plaquer.

#### Départ de Raymond Contrastin
Il ne tardera pas à être recruté par Roanne, un des meilleurs clubs de rugby à 13 du moment avec lequel il sera champion de France en 1948.
En 1951, Condom manque ensuite de peu la montée en Excellence (2e division), battu en huitième de finale par Saint-Girons, futur finaliste.

#### Champion de France de troisième division 1960
Le club finit toutefois par accéder à la deuxième division en 1960, remportant même son Championnat devant Pézenas à Graulhet.
Le talonneur Jean-Claude Malbet quitte alors le club pour le SU Agen.

### L’âge d’or du SA Condom (1963-1974)

#### Départ de Jean Trillo
Malgré le départ de son leader, le SAC continue sa progression. En 1962, il échoue de justesse à monter en première division, battu 8-6 par le CAO Espéraza en quart de finale du Championnat et s'adjuge la même année la coupe de l'offensive.
En 1963, Condom est éliminé par l’AS Saint-Junien en demi-finale du Championnat.
Le SAC monte pour la première fois en première division en 1964.
Condom manque cependant de peu le titre de champion de France de deuxième division puisqu’après des victoires contre Bergerac en seizième, Oyonnax en huitième, Beaumont en quart et Bourg en Bresse en demi-finale, il doit s’incliner en finale contre l'Entente Quillan Espéraza.
Le club voit alors partir son trois-quart centre vedette et futur international Jean Trillo pour Bègles alors qu'il est étudiant à Bordeaux.

#### Montée en première division
Il joue alors deux années consécutives dans l'élite.
En 1965, il se maintient mais manque la qualification malgré une victoire de prestige contre le Stade montois 12-11.
L'année suivante, il est relégué après avoir été notamment battu deux fois par son voisin auscitains.
Dernier de sa poule, la SAC n'est pas repêchée par la FFR qui doit choisir entre les demi-finaliste du championnat de France de deuxième division et les derniers de leur poule de première division.
La Fédération fini alors par sauver le Stade toulousain, le SBUC, l'US Tyrosse, le CS Bourgoin-Jallieu et le SC Mazamet.
Condom descend donc en deuxième division mais remonte immédiatement la saison suivante malgré les départs du jeune demi de mêlée Francis Gobbi, et de son frère Christian pour Bourgoin.

#### Qualifications pour les phases finales
En 1968, il se qualifie pour les 16e de finale du Championnat, au détriment de clubs prestigieux comme le Biarritz olympique de Michel Celaya, battu à Condom lors du match décisif 9-8 ou encore le Racing CF, battu à Colombes par le club gersois 14-11. 32e et dernier qualifié pour les phases finales, le club se voit opposé au SC Graulhet, premier club français à l'issue des matchs de poules et qui a battu deux fois Condom lors de la saison régulière (16-0 à Condom et 12-6 à Graulhet).
Il est alors battu pour la troisième fois de la saison par les Tarnais du pilier international André Abadie sur le score de 11-0 cette fois.
L'année suivante, la qualification en Championnat est manquée d’un cheveux après une défaite à domicile (6-11) contre l’Aviron bayonnais de l’ailier international Bernard Duprat qui souffle ainsi de justesse, la qualification au SAC.

#### Finaliste du challenge de l’espérance 1970
Puis, le club obtient en 1970, une deuxième qualification en trois ans pour les seizièmes de finale du Championnat.
Troisième de sa poule derrière la Section paloise et le Stadoceste tarbais, mais devant des clubs comme le Stade montois où l'USA Perpignan, les Gersois sont ensuite éliminés par l'US Cognac 16-3.
Condom est alors classé 23e club français à l'issue de la saison, la meilleure performance de son histoire.
Condom atteint également la finale du challenge de l'Espérance en 1970, battu par Beaumont 6-0 du futur international Max Barrau.

#### Maintien en première division (1971-1974)
Les saisons suivantes sont plus difficile même si Condom reste encore 3 saisons en première division.
En 1971, le SAC termine 7e de sa poule de Championnat, échappant de peu à la relégation grâce notamment à une victoire 15-9 sur le terrain de l'US Carmaux, envoyant ces derniers en deuxième division.
En 1972, Condom termine 6e de sa poule de 8 en Championnat, remportant notamment de belles victoires contre Lourdes, le Racing CF et La Voulte.
L'année suivante, le club qui a vu partir le centre Jacques Lacroix à Agen à l'intersaison‌ termine 7e de sa poule mais descend en groupe B car l’élite est réduite de 64 à 32 clubs.
En fin de saison, le troisième ligne Christian Conte part pour le SU Agen.
Il termine alors avant-dernier d’une poule composée de Saint-Vincent de Tyrosse, Villeneuve s/lot, Saint-Jean-de-Luz, Peyrehorade, Quillan, Fumel et Mérignac.
Puis c’est une nouvelle descente en 2e division après avoir terminé dernier de sa poule en coupe Jauréguy.

### La chute puis la reconquête (1974-1981)
Jean-Paul Baux, le talonneur et leader du pack quitte alors le club pour Montréjeau.

#### Vainqueur du challenge de l’Essor 1975
Descendu en deuxième division, le SAC est placé dans la poule 8 du Championnat où il affronte  Fleurance, Lannemezan, Lombez Samatan, Moissac, le Toulouse UC, le RC Police Toulouse et le FC Villefranche. Il loupe la qualification. 
Il remporte toutefois le challenge de l’Essor contre Hendaye.
Mais Condom n’est alors plus que le troisième club du Gers derrière Auch et Lombez, nouveau promu en première division.

#### Champion de France de deuxième division 1978
Condom remporte ce Championnat 3 ans plus tard en 1978, après avoir éliminé notamment Vienne de l'international Gilles Delaigue 18-15 lors du match de la montée en huitième de finale. Puis, Condom s'impose en finale 13-12 (mt 10-9) contre les Varois de La Seyne au Stade Albert-Domec de Carcassonne sous la conduite de l’ancien troisième ligne international Pierre Biémouret qui termine sa carrière de joueur sur ce titre.
Le retour en première division groupe B est difficile pour le club gersois.
Avec un bilan de 4 victoires, 1 nul et 13 défaites, Condom termine 9e de sa poule et est relégué en deuxième division.

#### Vainqueur du challenge de l’Essor 1980
Condom remporte en 1980 son deuxième challenge de l’Essor en disposant largement de Mimizan 29-3 en finale.
Par ailleurs, le club réalise une bonne saison en Championnat.
Premier de sa poule, le SAC atteint les quarts de finale (éliminé par Foix) et retrouve la première division.

### Dernières saisons en première division (1981-1989)
Condom évolue donc ensuite dans le groupe B de première division entre 1981 et 1989.
Il dispute alors 4 seizièmes de finale en 1981, 1982, 1987 et 1988.
En 1980-81, Condom termine 7e d’une poule difficile derrière notamment 
Montauban, futur finaliste et promu en groupe A et est éliminé en seizième de finale par La Voulte des frères Gilles et Didier Camberabero qui remontera dans l’élite.
En 1981-82, le SAC est également éliminé en seizième de finale.
En 1982-83, Condom voit revenir dans ses rangs l'ailier Jacques Lacroix qui vient de remporter le Bouclier de Brennus avec Agen.
Le club loupe toutefois la qualification dans une poule composée de Périgueux, Marmande, Mérignac, Cahors, Niort, Langon, Limoges, Salles et Fumel.
En fin de saison, le futur international Jean-François Gourragne quitte le club pour Castelnaudary.
En 1985-86, l’équipe se maintient lors de la dernière journée grâce à la victoire de son voisin auscitain contre Mauléon condamnant alors ces derniers à la deuxième division.
En 1986-87, le SAC tombe dans une poule accessible avec Périgueux, La Rochelle, Orléans, Bergerac, Cognac, Marmande, Salles, Auch et Fumel. Vainqueur à Fumel 23-13 lors de la dernière journée, il se qualifie pour les barrages (faux seizièmes de finale) où il échoue contre Saint Claude malgré un match nul 18-18 et les tirs de longue portée de Jean-Bernard bonnan.
En 1987-88, le Championnat est disputé par 80 clubs groupés initialement en seize poules de cinq. Les deux premiers de chaque poule (soit 32 clubs) forment alors le groupe A et se disputent le Bouclier de Brennus. Les autres forment alors le groupe B.
Malgré un match nul 16-16 contre le Stade montois, Condom ne termine que 4e sur 5 et reste en groupe B.
Battu à domicile par Blagnac 16-3, Condom présente un bilan négatif de huit défaites pour six victoires mais se qualifie toutefois pour les barrages, terminant quatrième d’une poule difficile derrière Blagnac, Nîmes des internationaux Bernard Viviès et Thierry Devergie et Castres.
Il est alors éliminé par l'US Cognac.

### La chute

#### Relégation en deuxième division
Condom redescendra en 1989.
La première phase est catastrophique pour le SAC qui perd ses huit matchs. La réception de l'US Dax aurait pu permettre une belle affluence mais c'était la dernière journée et les deux clubs étaient déjà fixés sur leur avenir respectif, le groupe A pour Dax, le groupe B pour Condom.
C'est ainsi que seuls 307 spectateurs assistent à la défaite 6-27 contre les Landais des internationaux Olivier Roumat et Laurent Rodriguez.
Reversé à nouveau en groupe B, il termine alors septième de sa poule de huit et descend ainsi de justesse en deuxième division après une quatrième et dernière défaite à domicile contre le leader Rodez malgré la bonne réussite au pied de Magen. Terminant 41e sur les 48 clubs engagés alors que les 40 premiers se maintenaient, Condom est finalement sauvé par le déclassement de l'US Orthez mais refuse le maintien, préférant répartir en deuxième division.

#### Relégation en troisième division et retour en deuxième division
Condom est ensuite rétrogradé en troisième division en 1991 puis retrouve la deuxième division en 1997 après une victoire sur les Béarnais de Monein 20-16 en huitième de finale du championnat, l'ancien auscitain Alain Sabbadin âgé de 35 ans inscrivant l'essai de la victoire.

#### Vainqueur du challenge de l’Essor 1999
Le club reste ensuite en deuxième division jusqu'à la fin des années 1990.
Condom, renforcé à l'inter-saison par l'ancien ailier international Philippe Bérot remporte son troisième challenge de l’Essor en 1999 après une victoire sur Agde 34-32 à l’issue d’un match spectaculaire.
La même année, les Cadets du club atteignent la finale du championnat de France Teulière mais est alors largement battu par Bobigny de Valentin Courrent.

#### Descente en Fédérale 3
Condom redescend ensuite en Fédérale 3 en 2004 à cause du goal-average particulier qui est favorable à Bagnères.

#### Descente au niveau régional et remontée en Fédérale 3
Après être descendu au niveau régional, Condom participe aujourd’hui au championnat de France de Fédérale 3, championnat dont il termine 8e de sa poule lors de la saison 2018-19.
La FFR décide, le 27 mars 2020, d'arrêter définitivement les championnats amateurs à tous niveaux. Elle met alors fin à la saison 2019-2020 de Fédérale 3, aucun titre de champion n'est décerné. La FFR décide qu'il n'y a aucune relégation.
Le SA Condom sauve ainsi sa place en Fédérale 3.
L'intersaison est ensuite mouvementée avec 23 départs et 23 arrivées.
Lors de la saison 2021-2022, Condom termine dernier de sa poule mais est maintenu grâce à la réforme des championnats.
À nouveau dernier de sa poule avec une seule victoire la saison suivante, Condom est relégué en championnat régional.

## Joueurs emblématiques

### Avant 1950
- Raymond Contrastin[1]

### Années 1950 et 1960
- Jean-Claude Malbet‌‌[4]
- Jean Trillo
- Francis Gobbi[8],[9]

### Années 1970
- Jean-Paul Baux
- Pierre Biémouret
- Philippe Mothe
- Jacques Lacroix‌[17]

### Années 1980 et 1990
- Jean-François Gourragne
- Philippe Bérot

### Depuis 2000
- Pierre Aguillon[18],[19],[20],[21]
- Grégory Alldritt[22],[23]

## Palmarès

### Détail du palmarès
Le tableau suivant récapitule les performances du club :
- titres de champion et finales ainsi que les meilleures performances dans les compétitions.

| Compétitions nationales | Compétitions régionales | Compétitions jeunes                                                  |
| --- | --- | -------------------------------------------------------------------- |
| - Championnat de France de première division : - Meilleure performance : seizièmes-de-finaliste en 1968 et 1970 - Championnat de France de deuxième division : - Champion (1) : 1978 - Vice-champion (1) : 1964 - Challenge de l'Espérance : - Finaliste (1) : 1970 - Championnat de France de troisième division : - Champion (1) : 1960 - Championnat de France 3e division Excellence B : - Champion (1) : 1993 - Coupe de l'Offensive : - Vainqueur (4) : 1962, 1967, 1990 et 2000 - Challenge de l'Essor : - Vainqueur (3) : 1975, 1980 et 1999 - Challenge de l'Essor Réserves : - Vainqueur (1) : 2003 - Challenge de l'Espoir : - Vainqueur (1) : 1997 - Coupe des réserves : - Vainqueur (1) : 2003 | - Championnat Armagnac Bigorre réserves Groupe 1 : - Champion (1) : 2016 - Championnat Armagnac Bigorre Promotion d'Honneur : - Champion (1) : 2012 - Championnat Armagnac Bigorre 1re série : - Champion (1) : 2011 | - Challenge des Provinces Juniors C Coupe B : - Vainqueur (1) : 1993 |

### Finales disputées
| Compétition                                 | Date de la finale | Vainqueur                | Score   | Finaliste       | Lieu de la finale               | Spectateurs |
| ------------------------------------------- | ----------------- | ------------------------ | ------- | --------------- | ------------------------------- | ----------- |
| Championnat de France de deuxième division  | 10/05/1964        | Entente Quillan-Esperaza | 11 - 5  | SA Condom       | Stade Marcel-Batigne, Graulhet  | -           |
| Championnat de France de deuxième division  | 21/05/1978        | SA Condom                | 13 - 12 | US La Seyne     | Stade Albert-Domec, Carcassonne | -           |
| Championnat de France de troisième division | 15/05/1960        | SA Condom                | 11 - 3  | Stade piscenois | Stade Marcel-Batigne, Graulhet  | -           |

| Compétition                       | Date de la finale | Vainqueur         | Score   | Finaliste       | Lieu de la finale                       | Spectateurs |
| --------------------------------- | ----------------- | ----------------- | ------- | --------------- | --------------------------------------- | ----------- |
| Challenge de l'Essor              | 13/04/1975        | SA Condom         | 18 - 9  | Stade hendayais | Stade de Saint-Pée, Oloron-Sainte-Marie | 552         |
| Challenge de l'Essor              | 18/05/1980        | SA Condom         | 29 - 3  | UA Mimizan      | Stade municipal, Aire-sur-l'Adour       | -           |
| Challenge de l'Essor              | 30/05/1999        | SA Condom         | 34 - 32 | RO Agde         | Stade Jean-Marie-Fages, Grenade         | 370         |
| Challenge de l'Essor Espoir       | 2003              | SA Condom         | -       | -               | -                                       | -           |
| Coupe de l'Offensive              | 1962              | SA Condom         | -       | -               | -                                       | -           |
| Coupe de l'Offensive              | 07/05/1967        | US Salles         | 20 - 9  | SA Condom       | Stade Michel-Sarro, Roquefort           | -           |
| Challenge de l'Espérance          | 07/05/1970        | Stade beaumontois | 6 - 0   | SA Condom       | Stade Ernest-Duffer, Toulouse           | -           |
| Coupe de l'Offensive              | 1990              | SA Condom         | -       | -               | -                                       | -           |
| Réserves 3e division Excellence B | 16/05/1993        | SA Condom         | 16 - 9  | US Beaurepaire  | Stade Louis-Trigit, Pézenas             | -           |
| Coupe de l'Offensive              | 2000              | SA Condom         | -       | -               | -                                       | -           |
| Coupe des Réserves                | 29/06/2003        | SA Condom         | 38 - 14 | CA Sarlat       | Stade Jean-Trillo, Condom               | -           |

| Compétition                       | Date de la finale | Vainqueur     | Score  | Finaliste      | Lieu de la finale           | Spectateurs |
| --------------------------------- | ----------------- | ------------- | ------ | -------------- | --------------------------- | ----------- |
| 5° série Armagnac-Bigorre         | 1930              | CA Lannemezan | 6 - 3  | SA Condom      | -                           | -           |
| Réserves Honneur Armagnac-Bigorre | 2016              | SA Condom     | 12 - 6 | USC Pouyastruc | Stade Jacques-Fouroux, Auch | 1500        |

| Compétition                            | Date de la finale | Vainqueur  | Score   | Finaliste         | Lieu de la finale                       | Spectateurs |
| -------------------------------------- | ----------------- | ---------- | ------- | ----------------- | --------------------------------------- | ----------- |
| Challenges provinces Juniors C Coupe B | 1993              | SA Condom  | 30 - 11 | Stade beaumontois | -                                       | -           |
| Challenge de l'Espoir                  | 08/05/1997        | SA Condom  | -       | RO Agde           | -                                       | -           |
| Cadets Teulière                        | 06/06/1999        | AC Bobigny | 40 - 0  | SA Condom         | Parc municipal des sports, Saint-Junien |             |